# 井口和明
井口 和明（いぐち かずあき）は、日本の薬学者（免疫化学・ペプチド化学・内分泌生理学）、薬剤師。学位は薬学博士（静岡薬科大学・1985年）。合同会社キュレートサイエンス代表。
静岡薬科大学薬学部助手、静岡県立大学薬学部講師などを歴任した。

## 概要
免疫化学、ペプチド化学、内分泌生理学を専攻する薬学者である。疲労やストレス、神経疾患に関する研究に取り組んでいた。静岡薬科大学、静岡県立大学で教鞭を執り、後進の育成に努めた。その後はキュレートサイエンスを起ち上げ、科学教育に関する情報支援やソフトウェアの開発に携わっていた。

## 来歴

### 生い立ち
愛知県名古屋市出身。静岡県が設置・運営する静岡薬科大学に進学し、薬学部の製薬学科にて学んだ。1980年（昭和55年）3月、静岡薬科大学を卒業した。そのまま静岡薬科大学の大学院に進学し、薬学研究科にて学んだ。1985年（昭和60年）3月、静岡薬科大学の大学院における博士課程を修了した。それに伴い、薬学博士の学位を取得した。

### 薬学者として
1985年（昭和60年）4月、母校である静岡薬科大学に採用され、薬学部の助手に就任した。しかし、静岡薬科大学は、同じく静岡県が設置・運営している静岡女子大学や静岡女子短期大学と統合・再編されることになり、新たに静岡県立大学が発足した。
井口は引き続き静岡県立大学に勤めることになり、1991年（平成3年）4月には薬学部の講師に昇任した。その後、静岡県立大学は静岡県から県と同名の公立大学法人に移管されたが、引き続き講師として勤務した。薬学部においては、主として薬科学科の講義を担当し、統合生理学分野を受け持った。この分野は、静岡薬科大学の薬学部に置かれた生物薬品化学教室の流れを汲んでおり、矢内原昇、星野稔、武田厚司、原雄二、といった教授らが主宰してきたゼミである。また、静岡県立大学の大学院においては、薬学研究科の講師を兼務することとなった。その後、大学院に研究院・学府制が導入されることになり、薬学研究科は生活健康科学研究科と統合され、2研究院1学府に再編された。それに伴い、新設された薬学研究院の講師を兼務することとなった。大学院においては、主として薬食生命科学総合学府の講義を担当し、統合生理学教室を担当した。また、他の教育・研究機関の役職も兼任しており、志太広域事務組合が設置・運営する組合立静岡県中部看護専門学校では生化学などを講じていた。
2022年（令和4年）3月、静岡県立大学を定年退職した。以降はキュレートサイエンスを設立し、その代表に就任した。また、古巣である静岡県立大学においては、食品栄養科学部の客員研究員を兼任していた。

## 研究
専門は薬学であり、特に免疫化学、ペプチド化学、内分泌生理学といった分野の研究に従事した。具体的には、内分泌生理学の観点から、疲労やストレス、および、神経疾患についての研究に取り組んだ。また、ホルモンや神経ペプチドの高感度イムノアッセイ系の開発や、その臨床への応用について取り組んだ。薬剤師の資格だけでなく、日本アンチ・ドーピング機構によるスポーツファーマシストに認定されている。また、日本アロマ環境協会のアロマテラピーアドバイザーでもある。
学術団体としては、日本薬学会、日本生化学会、日本ペプチド学会、日本臨床化学会、日本内分泌学会、日本神経内分泌学会、日本疲労学会、日本抗加齢医学会、日本フードファクター学会、間脳・下垂体・副腎系研究会、などに所属した。

## 略歴
- 1980年 - 静岡薬科大学薬学部卒業[6]。
- 1985年 - 静岡薬科大学大学院薬学研究科博士課程修了[6]。
- 1985年 - 静岡薬科大学薬学部助手[3]。
- 1987年 - 静岡県立大学薬学部助手。
- 1991年 - 静岡県立大学薬学部講師[3]。
- 2012年 - 静岡県立大学大学院薬学研究院講師。
- 2022年 - 静岡県立大学定年退職[13]。

### 註釈
1. ↑  静岡薬科大学は、のちに静岡県立大学の源流の一つとなった。
2. ↑  静岡県立大学は、のちに静岡県から静岡県公立大学法人に移管された。
3. ↑  静岡県立大学大学院薬学研究科は、のちに静岡県立大学大学院薬学研究院、薬食生命科学総合学府の源流の一つとなった。

## 関連人物
- 武田厚司
- 原雄二
- 星野稔